# Bojan Križaj
  Bojan Križaj    (Kranj, 3 de gener de 1957) és un esquiador alpí eslovè, ja retirat, que competí per la República Federal Socialista de Iugoslàvia.

## Carrera esportiva
Participà en els Jocs Olímpics d'Hivern de 1976 realitats a Innsbruck (Àustria), on finalitzà divuitè en la prova d'eslàlom gegant i no acabà la cursa de l'eslàlom especial. En els Jocs Olímpics d'Hivern de 1980 realitzats a Lake Placid (Estats Units) finalitzà quart en la prova d'eslàlom gegant, la millor classificació d'un iugoslau en la història d'uns Jocs Olímpics d'hivern fins al moment, i no aconseguí acabar l'eslàlom especial. En els Jocs Olímpics d'Hivern de 1984 realitzats a Sarajevo (Iugoslàvia) fou l'encarregat de realitzar el Jurament Olímpic per part dels atletes en la cerimònia d'obertura dels Jocs, un jurament que feu en eslovè, i en la competició finalitzà novè en l'eslàlom gegant i setè en l'eslàlom especial. Una lesió li impedí participar en els Jocs Olímpics d'Hivern de 1988 realitzats a Calgary (Canadà).
Al llarg de la seva carrera aconseguí la medalla de plata l'any 1982 en el Campionat del Món d'esquí alpí en la prova d'eslàlom especial. En la Copa del Món d'esquí alpí aconseguí vuit victòries al llarg de la seva carrera en les proves d'eslàlom i el 1987 aconseguí guanyar la disciplina d'eslàlom.

### Victòries a la Copa del Món
| Temporada | Disciplina |
| --------- | ---------- |
| 1987      | eslàlom    |

| Data                   | Seu                  | Disciplina |
| ---------------------- | -------------------- | ---------- |
| 20 de gener de 1980    | Wengen               | eslàlom    |
| 25 de gener de 1981    | Wengen               | eslàlom    |
| 20 de març de 1982     | Kranjska Gora        | eslàlom    |
| 12 de febrer de 1983   | Markstein            | eslàlom    |
| 16 de desembre de 1984 | Madonna di Campiglio | eslàlom    |
| 21 de març 1986        | Bromont              | eslàlom    |
| 20 de desembre de 1986 | Kranjska Gora        | eslàlom    |
| 25 de gener de 1987    | Kitzbühel            | eslàlom    |